# Каримова, Эльвина Хайдарьяновна
Эльвина Хайдарьяновна Каримова (род. 25 марта 1994, Златоуст, Челябинская область) — российская ватерполистка, нападающий ватерпольного клуба «Уралочка-ЗМЗ» и сборной России. Заслуженный мастер спорта.

## Карьера
Выступает в нападении команды «Уралочка-ЗМЗ». В 2011 году выполнила норматив мастера спорта.
Выступая за молодёжную сборную России выигрывала первенство мира (2009, 2012) и первенство Европы (2010, 2012)
Стала победительницей Универсиады 2013 года, за что Эльвине было присвоено спортивное звание мастера спорта международного класса.

## Образование
Студентка факультета заочного и дистанционного обучения Челябинского Государственного университета.

## Награды
- Медаль ордена «За заслуги перед Отечеством» II степени (25 августа 2016 года) — за высокие спортивные достижения на Играх XXXI Олимпиады 2016 года в городе Рио-де-Жанейро (Бразилия), проявленные волю к победе и целеустремленность[5].
- Благодарность Президента Российской Федерации (2013)[6].